# 10th & Wolf
10th & Wolf (Crímenes paralelos en Hispanoamérica y Entre la décima con Wolf en España), es una película de 2006 sobre la mafia, dirigida por Robert Moresco. Se basa en una historia real, de una guerra de la mafia en el sur de Filadelfia. La película está protagonizada por James Marsden, Giovanni Ribisi y Brad Renfro. También hay apariciones de Dennis Hopper, Val Kilmer, Piper Perabo, Lesley Ann Warren, Tommy Lee y Brian Dennehy.
La película se presentó como basada en una historia de Donnie Brasco. Mientras que la película se desarrolla en Filadelfia, en realidad fue filmada en Pittsburgh, con escenas de Tom's Diner y Bloom Cigar Company en el lado sur de Pittsburgh, y en la Mansión Hartwood.

## Argumento
Tommy, el único miembro de su familia que no está involucrado en el crimen, vuelve a casa después de servir como un infante de marina en la Operación Tormenta del Desierto. Tommy había entrado en la guerra con entusiasmo, pero se desilusionó cuando el conflicto terminó con Saddam Hussein en el poder. Desencantado con el servicio militar, Tommy golpea a un Policía militar.
En Filadelfia, vive con su tía Tina y ejerce una buena influencia sobre Vincent, su hermano más joven.
Un agente del FBI (interpretado por Dennehy) chantajea a Tommy en infiltrarse en el negocio familiar. Tommy se ve amenazado con la cárcel a menos que use un micrófono para grabar las negociaciones entre su primo y el líder de la banda, Joey Marcucci, y el jefe de la mafia siciliana, Luciano Reggio.

## Reparto
| Actor             | Personaje       |
| ----------------- | --------------- |
| James Marsden     | Tommy           |
| Giovanni Ribisi   | Joey            |
| Brad Renfro       | Vincent         |
| Piper Perabo      | Brandy          |
| Dennis Hopper     | Matty Matello   |
| Brian Dennehy     | Agente Horvath  |
| Lesley Ann Warren | Tina            |
| Leo Rossi         | Agente Thornton |
| Dash Mihok        | Junior          |
| Tommy Lee         | Jimmy Tattoo    |
| Francesco Salvi   | Luciano Reggio  |
| Val Kilmer        | Murtha          |
| John Capodice     | Sipio           |
| Billy Gallo       | Provenzano      |
| Ken Garito        | Willy           |

### Figuras de la vida real
| Personaje      | Actor          |
| -------------- | -------------- |
| Joey           | Joseph Merlino |
| Luciano Reggio | John Stanfa    |
| Matty Matello  | Nicky Scarfo   |

## Recepción
La película fue criticada por los críticos. A partir de octubre de 2010, tiene una calificación de 19% en Rotten Tomatoes, sobre la base de 27 comentarios.